# Sergio Calligaris
Sergio Calligaris (Rosario, 22 janvier 1941 - Rome, 9 novembre 2023)[réf. nécessaire] est un pianiste, compositeur et pédagogue, né à Rosario, en Argentine. Il est naturalisé italien.

## Biographie
Calligaris est né à Rosario en Argentine. Applaudi pour sa maîtrise du piano dès l’âge de 13 ans, il poursuit ses études avec Jorge Fanelli, Arthur Loesser,  Adele Marcus, Nikita Magaloff  et Guido Agosti.
Calligaris enseigne ensuite aux États-Unis à l’Institut de musique de Cleveland puis à l’Université d'État de Californie avec laquelle il  fonde, en 1973 l’American Academy of Arts en Europe à Vérone où il dirige les cours de piano. Il enseigne également dans plusieurs conservatoires de musique de Naples ; d’abord à celui de S. Pietro a Majellapuis, puis au Luisa d'Annunzio de Pescara, et également  à l’Alfredo Casella de  l'Aquila.
Il travaille aussi en tant que soliste pour l’Orchestre Symphonique de Radio-Vatican  dont les concerts sont repris par différentes radios, notamment la RAI et la BBC. (Fantasia et Bis Celebri). Il enregistre  aux États-Unis  avec Orion Records, sous le parrainage de la fondation Yehudi Menuhin.
Sa carrière internationale débute par des concerts à la Brahmssaal du Musikverein de Vienne, suivis d’autres au Konzersaal Bundesallee de Berlin, puis à la Società del Quartetto de Rome.
Il sera dès lors invité à se produire dans un grand nombre de pays,.
La technique de Calligaris relève de l’école de Teodor Leszetycki. Il interprète le répertoire romantique en particulier Robert Schumann et Frédéric Chopin ,, mais aussi post-romantique : Sergueï Rachmaninov, Alexandre Scriabine ou  Claude Debussy,,.

## Compositions  (sélection)
- Il Quaderno Pianistico di Renzo, Opus 7,
- Prélude , Chorale, Doppia Fuga e Finale, Opus 19,
- Concerto, Opus 25 pour orchestre à cordes,
- Danses symphoniques (en hommage à Bellini), Opus 26, pour orchestre complet,
- Sonate-fantasie pour saxophone et  piano, Opus 31,
- Sonate pour piano, Opus 32, Sonata fantasia,
- Suite pour orchestre , Opus 27, (Danses symphoniques),
- Suite, Opus 28 pour violoncelle,
- Piano concerto, Opus 29,
- Toccata, Adagio et Fugue, Opus 36, pour orchestre à cordes,
- Poema pour ténor ou soprano et piano, opus 49,
- Sonate pour alto et piano, Opus 39,
- Sonate, Opus 50 pour flûte et piano,
- Sonate, Opus 51 pour violon et piano,
- Sonate, Opus 38 pour clarinette and piano,
- Suite, Opus 43 pour deux  pianos et quatre tympans, ad libitum,
- Opus 45, Il Giorno, suite pour chœur masculin (ou mixte), piano, violon  (ou flute) et percussions,
- Panis Angelicus, Opus 47 pour piano et chœur (version pour  piano solo: opus 47a),
- Concerto, Opus 52  pour 2 pianos[10].

Les œuvres de Calligaris sont publiées par Carisch.

## Pédagogie
Calligaris est membre de l’association européenne des professeurs de piano, en 2008, il publie une anthologie intitulée Piano Parnassum, structurée comme une méthode d’apprentissage de la technique moderne du piano.

## Récompenses
En 2007, Sergio Calligaris reçoit le Prix Giuseppe Verdi.

## Source
- (it) Cet article est partiellement ou en totalité issu de l’article de Wikipédia en italien intitulé « Sergio Calligaris » (voir la liste des auteurs).